# Gura Bădicului, Buzău
Gura Bădicului este un sat în comuna Mânzălești din județul Buzău, Muntenia, România. Se află în nordul județului, în zona Munților Buzăului.